# آگی بیور-جونز
آگی بیور-جونز (انگلیسی: Aggie Beever-Jones؛ زادهٔ ۲۷ ژوئیهٔ ۲۰۰۳) بازیکن فوتبال اهل انگلستان است که در پست مهاجم برای باشگاه چلسی در سوپر لیگ زنان بازی می‌کند.
وی در تیم‌های ملی فوتبال زیر ۱۷ سال زنان انگلستان, زیر ۱۹ سال زنان انگلستان, زیر ۲۳ سال زنان انگلستان، و زنان انگلستان بازی کرده است.